# Mael Seachnaill II Mór
Máel Seachnaill II Mór mac Domnaill (949-1022) roi de Mide issu du Clan Cholmáin et Ard ri Érenn 980-1002 et 1014-1022.

## Origine
Máel Seachnaill II Mór est le fils de Domnall († 952), fils de Donnchadh Donn († 944), fils de Flann Sinna († 916) qui était lui-même fils de Mael Seachnaill Ier. Sa mère était Dúnfhlaith la fille de Muirchertach mac Neill « na Goiceall Creacan » (c'est-à-dire: aux vêtements de cuir) roi  du Cenél nEógain. Mael Sechnaill est toujours considéré avec affection par les chroniques postérieures et les Annales de Clonmacnoise avancent même la curieuse assertion qu'il est le « dernier Ard ri Erenn de sang irlandais »

## Chef du Clan Cholmáin
Máel Seachnaill Mór mac Domnaill prend la tête du Clan Cholmáin  vers 976 et inaugure son règne en infligeant en 980 une lourde défaite à Tara aux vikings de Dublin et des Hébrides commandés par leur roi Olaf Kvaran et son fils aîné Rögnvaldr qui y laisse la vie. Sa victoire est telle qu'il poursuit les vaincus jusqu'à Dublin et les oblige à libérer leurs otages irlandais. La même année il succède comme Ard ri Érenn à Domhall mac Muircheartach qui était son oncle maternel, issu du Cenél nEógain des  Uí Néill du Nord.
Máel Seachnaill est considéré comme un libérateur qui a brisé la puissance des vikings en Irlande et il semble être devenu le suzerain du royaume de Dublin où il intervient dans la succession Olaf Kvaran et impose comme roi son demi-frère utérin Gluniarian.

## Ard rí Erenn

### Premier règne
Pendant son règne Mael Sechnaill doit pendant une douzaine d'années intervenir au Connacht afin d'obtenir la soumission du ce royaume. Il y conduit des expéditions en 985, 992 et 998.
Máel Seachnaill II, intervient en 982 en Munster contre les Dál gCais pendant que Brian Boru était en train de piller l’Ossory. Il marche ensuite contre les vikings de Waterford et le Leinster et en 983 allié à Gluniarian roi de Dublin inflige une déroute à Domnall Claen mac Lorcáin roi de Leinster allié  à Ivarr roi viking de Waterford
Deux ans plus tard en 985 il ravage le Connacht pille ses îles et tue ses chefs ; En 989 lorsque Gluniarian est tué par un de ses serviteurs Mael Seachnaill attaque Dublin et assiège la forteresse pendant 20 jours jusqu'à ce qu'elle capitule faute d'eau. IL soumet la cité à un tribut d’une once d’or à payer chaque Noël. L’année suivante il attaque de nouveau le Thomond et il est vainqueur lors de la bataille de Carn Fordroma il capture ensuite Donnchadh roi de Leinster,.
En 988, Brian Boru lance une flotte de 300 navires sur le Lough Ree afin de piller le royaume de Mide  avec comme objectif principal Uisnech le site d'intronisation du Clan Cholmáin, la dynastie de Máel Sechnaill II, mais il doit se retirer. En 990 Máel Sechnaill contre attaque au Munster où il inflige une défaite à son futur rival Brian lors de bataille de Carn Fordroma. En 998 cette fois allié de Brian il attaque Dublin ,.
Le conflit final entre Máel Sechnaill II et Brian Boru débute en 999 et comme dans les luttes antérieures entre le Uí Néill et les rois de Munster depuis le VIIIe siècle le prétexte et le champ de bataille en est le Leinster. La confrontation commence quand le roi de Leinster Donnchad mac Domnall Cláin, le dernier des rois issu du sept Uí Dúnchada, est capturé par son rival Máel Mórda mac Murchada, issu des Uí Fáeláin un autre des Septs des Uí Dúnlainge et son neveu Sigtryggr Silkiskegg, le fils d'Olaf Kvaran. Il s'agit d'un défit à l'autorité de Máel Sechnaill II comme suzerain et il ravage le Leinster.
Brian voit immédiatement l'opportunité de s'immiscer dans les affaires du Leinster et une année plus tard il conduit une armée qui défait le forces combinées du Leinster et du royaume de Dublin lors de la Bataille de Glenmama  près de Newcastel Lyons dans l'actuel comté de Dublin. Il prend ensuite Dublin le jour du nouvel an 1000 Enrôlant les Hommes de Dublin et du Leinster il envahit la plaine de Brega et s'avance jusqu'à Ferta Nimhe dans le royaume de Mide plus tard dans l'année. Cette attaque se termine mal lorsque l'avant garde de la cavalerie et les Hommes de Dublin et du Leinster sont interceptés par Máel Sechnaill et défait avec de lourdes pertes. Une deuxième attaque du royaume de Mide venant du Munster en 1001 est encore repoussée. Mael Sechnaill, pour faire face à cette nouvelle menace et afin de faciliter le mouvement de ses troupes fait établir une chaussée le long de la rivière Shannon à Athlone.
Malgré cela en 1002 Brian Boru obtient des otages du Connacht et du Mide et Máel Sechnaill II est obligé de se soumettre formellement à Brian Boru, de reconnaître sa supériorité et de lui céder le titre d’Ard ri Érenn qui était l’apanage des Uí Néill depuis 600 ans. Le Cogad Gáedel re Gallaib fournit une intéressante interprétation de cet événement. Il impute le renoncement de Máel Sechnaill au fait que les Uí Néill du nord aient refusé de le soutenir bien que ce dernier ait offert de reconnaitre la suprématie d'Áed mac Domnaill Ua Néill roi d'Ailech afin d'assurer le maintien du titre d'Ard ri Erenn dans la dynastie Uí Néill.

### Vassal de Brian Boru
Après sa soumission à Brian Boru l'activité de Máel Sechnaill mac Domnaill se limite à ses participations aux levées d'armes de Brian comme en 1003 lorsqu'il doit conduire ses troupes comme auxiliaire de Brian contre le Connacht et à des conflits locaux.
En 1004 Máel Sechnaill manque de se tuer en tombant de cheval et il n'est plus cité par les annales pendant plusieurs années jusqu'en 1007 quand il préside les festivités de Tailtiu. Máel Sechnaill effectue un petit raid au Leinster en 1009 et plusieurs batailles contre les dynastes Uí Néill du nord rivaux du Cenél nEógain et du Cenél Conaill en 1012 et 1013.
La rébellion contre l'ordre établi par Brian Boru débute d'ailleurs dans le nord en 1013 et à l'automne le royaume de Dublin et celui du Leinster entre en révolte ouverte. Máel Sechnaill combat les Hommes de Dublin et du Leinster lors de la bataille de Drinan dans l'actuel comté de Dublin où son fils Flann est tué.
Le conflit trouve son aboutissement lors de la célèbre bataille de Clontarf en avril 1014 dans laquelle Brian Boru victorieux, est tué par un fuyard viking. Máel Sechnaill est bien dans l'armée de Brian mais son attitude dans l'action n'est pas claire. Plusieurs sources indiquent qu'à l'aube du combat, il retire ses troupes et refuse de s'engager. Cette attitude est peut-être liée aux solidarités familiales, son épouse Máel Muire étant une princesse de Dublin.

### Second règne
Máel Seachnaill II Mór redevient sans contestation Ard ri Érenn, avec l'accord tacite de Flaithbertach Ua Néill, roi d' Ailech, il conserve son titre jusqu’à sa mort. En 1015 allié avec Flaithbertach Ua Néill il razzie le Leinster. Une contre attaque du Leinster et du royaume de Dublin est vaincue à Odba en 1017. En 1016 il attaque encore l’Ulaid, l’Ossory et le sud du Leinster et y prend des otages. En 1018 il même une nouvelle guerre contre les Ui Neill du nord. En 1020 il mène une expédition qui inclut Donnchad mac Briain le fils de Brian Boru au-delà du Shannon et obtient des otages du Connacht. Vingt jours avant sa mort Máel Seachnaill II défait un raid parti de Dublin à Athboy dans le Mide.
Máel Seachnaill II Mór meurt le 2 septembre 1022 âgé de 73 ans à Cró-inis une petite île du Lough Ennell en face de sa forteresse de Dún na Sciáth dans l'actuel comté de Westmeath, après avoir reçu l’extrême onction d’Amalgaid mac Máele Muire abbé d’Armagh.

## Relations avec l'église
Máel Seachnaill mac Domnaill est un bienfaiteur de l'église et un protecteur des poètes. les poèmes qui lui sont dédiés comprennent les vers composés lors de la fête de Tailtiu, un poème sur la rivière Boyne et des vers dédiés à la colline de Tara. Dans un autre poème « Druin Criaich », la défense par Máel Seachnaill son royaume est présentée sous l'allégorie d'un berger défendant son troupeau.. Le poème « Maoil Sechloinn sinnser Gaoidhel » (c'est-à-dire Máel Seachnaill l'ainé des Gaëls) est consacré à l'énumération de ses actions.
Máel Seachnaill a des liens à la fois ancêtraux et immédiats avec l'église. Son frère Flaithbertach mac Domnaill est abbé du monastère de Clonmacnoise en 1003 et de Clonard depuis 1011. Son fils Domnall mac Máel Sechnaill succède à son oncle en 1014 à Clonard. Máel Seachnaill est réputé avoir bâti la grande église de Clonmacnoise commue sous le nom de « Tempul na Ríg » (c'est-à-dire l'église des rois) bien qu'il soit seulement à l'origine que d'un élargissement et de travaux de travaux de rénovation de l'église antérieure bâtie par son arrière grand-père Flann Sinna.

## Unions et descendance
Máel Seachnaill II Mór eut deux épouses et une nombreuse descendance,
1) Gormfailth, († 1030) veuve d’Olaf Kvaran et future épouse de Brian Boru.
- Conchobar († 1030) [18]

2) Máel Muire († 1021)  fille d'Olaf Kvaran.
- Donnchad tué en 1012 lors d’une attaque de pillage dans le comté de Westmeath par le chef de clan Ualgarg O’Ciardha[20].
- Flann († 1013)
- Congalach mortellement blessé en 1017 [21]
- Domnall abbé de Clonard  († 1018) père de Conchobar mac Domnaill Ua Máelshechlainn, et ancêtre du Clan "Ua Máelseachlainn" .
- Murchad Ruadh aveuglé en 1039 [22] († 1049)
- Muirchertach tué en 1049 [23]

## Sources
- (en) Francis John Byrne, Irish Kings and High-Kings, Dublin, Courts Press History Classics, 2001, 341 p. (ISBN 1 851 82 1961), p. 282 Uí Néil 3: High-Kings of Clann Cholmáin
- (en) Clare Downham, Medieval Ireland, Cambridge, Cambridge University Press, 2018, 338 p. (ISBN 978-1-906716-06-6), p. 58,96,101,104,111
- (en) Benjamin T. Hudson, « Máel Sechnaill mac Domnaill (948-1022) », Oxford Dictionary of National Biography, Oxford University Press, Oxford, 2004.
- (en) T.W Moody, F.X. Martin,F.J. Byrne, Maps, Genealogies, Lists. A companion to Irish History part II, Oxford, Oxford University Press, coll. « A New History of Ireland » (no 9), 2011, 674 p. (ISBN 9780199593064)
- (en) Donnchadh Ó Corráin, Ireland before the Normans, Dublin, Gill & Macmillan, 1972, 210 p., p. 51,120,121,122-4,126,128,129,131